# Куликово (Дмитровський міський округ)
Кулико́во (рос. Куликово) — село у складі Дмитровського міського округу Московської області, Росія.

## Населення
Населення — 1448 осіб (2010; 1373 у 2002).
Національний склад (станом на 2002 рік):
- росіяни — 92 %